# Дунган (Шаньдун)
Дунга́н (кит. упр. 东港, пиньинь Dōnggǎng, буквально: «Восточный порт») — район городского подчинения городского округа Жичжао провинции Шаньдун (КНР).

## История
В древности эти места входили в состав царства Цзюй (莒国), которое в 431 году до н. э. было завоёвано царством Чу. Потом они стали ареной борьбы между царствами Чу и Ци, пока оба они не были завоёваны царством Цинь, объединившим весь Китай. В империи Цинь эти земли вошли в состав округа Ланъя (琅琊郡).
При империи Западная Хань здесь был создан уезд Хайцюй (海曲县). Во времена императора Юань-ди был создан титул Куньшаньского хоу (昆山侯), и западная часть этих земель (современный уезд Улянь) стала Куньшаньским уделом (昆山侯国). При империи Восточная Хань удел был ликвидирован, а уезд Хайцюй был переименован в Сихай (西海县).
В эпоху Троецарствия уезд Сихай был присоединён к уезду Цзюй, и несколько веков эти земли оставались в его составе, лишь в 529 году был ненадолго создан уезд Лянсян (梁乡县).
При империи Северная Сун в 1087 году в уезде Цзюй был создан посёлок Жичжао, который потом был передан в состав уезда Цзяоси (胶西县). После того, как эти земли были завоёваны чжурчжэньской империей Цзинь, территория вокруг посёлка была в 1184 году выделена в отдельный уезд Жичжао (日照县), подчинённый области Цзюйчжоу (莒州).
При империи Мин для защиты от японских пиратов-вокоу на южной границе уезда (современный район Ланьшань) был размещён Аньдунский караул (安东卫).
При империи Цин область Цзюйчжоу была в 1730 году поднята в статусе до «непосредственно управляемой» (то есть стала подчиняться напрямую губернатору провинции, минуя промежуточное звено в виде управы), но в 1734 году была создана Ичжоуская управа (沂州府), уезд Жичжао был выведен из подчинения области (которая стала «безуездной»), и был, как и область, подчинён напрямую управе. В 1742 году Аньдунский караул перестал быть отдельной административной и передан в подчинение уезду Жичжао. После Синьхайской революции в Китае  была произведена реформа структуры административного деления, в результате которой области и управы были упразднены.
В 1950 году в составе провинции Шаньдун был образован Специальный район Ишуй (沂水专区), которому были подчинены, в частности, уезды Цзюй и Жичжао. В 1953 году он был расформирован, уезд Жичжао был передан в состав Специального района Цзяочжоу (胶州专区), а остальные — в состав Специального района Линьи (临沂专区). В марте 1956 года был расформирован Специальный район Цзяочжоу, и уезд Жичжао также был передан в состав Специального района Линьи. В 1967 году Специальный район Линьи был переименован в Округ Линьи (临沂地区).
В апреле 1984 года постановлением Госсовета КНР в составе округа Линьи был образован Шицзюганский комитет (石臼港办事处). 22 марта 1985 года постановлением Госсовета КНР были расформированы Шицзюганский комитет и уезд Жичжао, а вместо них образован город Жичжао. 12 июня 1989 года постановлением Госсовета КНР Жичжао был выведен из состава округа Линьи в отдельный городской округ. В июне 1992 года в Жичжао был образован Ланьшаньский район развития (岚山开发区). 7 декабря 1992 года в состав городского округа Жичжао были переданы уезд Улянь из городского округа Вэйфан и уезд Цзюйсянь из округа Линьи; сам же город Жичжао был при этом в административном плане преобразован в район Дунган. В 2004 году на основе Ланьшаньского района развития был создан район Ланьшань.

## Административное деление
Район делится на 7 уличных комитетов и 6 посёлков.